# Рибно (Сілезьке воєводство)
Рибно (пол. Rybno) — село в Польщі, у гміні Клобуцьк Клобуцького повіту Сілезького воєводства.
Населення — 177 осіб (2011).
У 1975-1998 роках село належало до Ченстоховського воєводства.

## Демографія
Демографічна структура станом на 31 березня 2011 року:
|          | Загалом | Допрацездатний вік | Працездатний вік | Постпрацездатний вік |
| -------- | ------- | ------------------ | ---------------- | -------------------- |
| Чоловіки | 85      | 19                 | 58               | 8                    |
| Жінки    | 92      | 18                 | 55               | 19                   |
| Разом    | 177     | 37                 | 113              | 27                   |